# 池永正二
池永 正二（いけなが しょうじ、Ikenaga Shoji、1976年1月10日 - ）は、日本の作曲家、編曲家、トラックメイカー、音楽プロデューサー、ピアニカ奏者。
大阪芸術大学芸術学部映像学科卒業。同期には山下敦弘、向井康介、柴田剛、近藤龍人らがいる。
1997年より叙情派エレクトロ・ダブ・バンド「あらかじめ決められた恋人たちへ」というアーティスト名で活動するほか、あがた森魚、はっぴいえんど、加藤和彦などのアルバム／リミックスワークに参加する一方で、映画音楽、演劇音楽の製作、バンドのプロデュースも手掛けている。

## 主な作品

### 映画
- 劇場版 神聖かまってちゃん ロックンロールは鳴り止まないっ（2011年）
- エアーズロック まさかの劇場版（2012年）
- もらとりあむタマ子（2013年）
- 味園ユニバース（2015年）
- モヒカン故郷に帰る（2016年）
- 太陽を掴め（2016年） - 劇伴 [2]
- 武曲 MUKOKU（2017年）
- ピンカートンに会いにいく（2017年）
- ゼンブ・オブ・トーキョー（2024年）

### ドラマ
- 宮本から君へ（2018年、テレビ東京）
- 声ガール!（2018年、テレビ朝日）
- この男は人生最大の過ちです（2020年、朝日放送テレビ）
- 0.5の男（2023年、WOWOW）
- パーセント（2024年、NHK総合・BSプレミアム4K）

## 受賞歴
- 第25回日本映画批評家大賞（2016年）
  - 映画音楽賞（『味園ユニバース』）[3]